# 紀伊山田站
紀伊山田站（日语：／ Kii-Yamada eki */?）是位於和歌山縣橋本市神野野378番1號，屬於西日本旅客鐵道（JR西日本）的和歌山線車站。
事務管碼是▲621815。

## 歷史
- 1952年（昭和27年）10月1日 - 日本國有鐵道（國鐵）和歌山線橋本站至高野口站之間開設此站[1]。
- 1987年（昭和62年）4月1日 - 伴隨國鐵分割民營化，車站由西日本旅客鐵道（JR西日本）營運[1][3]。
- 2020年（令和2年）3月14日 - 車站開始可以使用IC卡「ICOCA」[4]。車站內設置了簡易IC卡閘機（只限出閘）

## 車站構造
本站是地面車站，設有1面1線的單式月台。和歌山方向的列車會開啟左邊車門。和歌山方向和五條方向的列車都會停靠在同一月台上。此站與國道24號並行，但是路軌比國道低，月台與道路之間設有樓梯連接。此站沒有設置站房，在國道鄰近車站出入口處設有單車停泊處，並覆蓋部分月台，因此月台上部分位置設有上蓋。月台入口處設有上蓋和自動售票機。此站是由橋本站管理的無人車站。
在月台上設有由紀北工業高校師生於2004年寄贈的馬賽克平鋪磚瓦壁畫。當中設有站名牌。當中雖然是馬賽克風格，但也有按照JR西日本的標準。
自2020年3月14日時間表修正後，此站可使用ICOCA等交通系IC卡。乘車時需要在車上拍卡，下車時需要在站內使用出閘用IC卡專用簡易閘機。

## 使用狀況
以下為1日平均乘車人次：
| 年度 | 1日平均 乘車人次 |
| ---- | ---------------- |
| 1998 | 839              |
| 1999 | 831              |
| 2000 | 832              |
| 2001 | 804              |
| 2002 | 702              |
| 2003 | 691              |
| 2004 | 708              |
| 2005 | 678              |
| 2006 | 674              |
| 2007 | 679              |
| 2008 | 700              |
| 2009 | 633              |
| 2010 | 654              |
| 2011 | 674              |
| 2012 | 674              |
| 2013 | 686              |
| 2014 | 670              |
| 2015 | 693              |
| 2016 | 672              |
| 2017 | 653              |
| 2018 | 644              |

上學時段中此站較多學生使用，2卡編成的列車會載滿了學生。

## 車站周邊
- 照光寺
- 光三宝荒神社
- 和歌山縣立紀北工業高等學校（日语：和歌山県立紀北工業高等学校）
- 南海電鐵高野線學文路站 - 距離2公里。

## 相鄰車站
西日本旅客鐵道（JR西日本）
 和歌山線
■快速（粉河站以東各站停車）、■普通
橋本－紀伊山田－高野口

## 注腳
1. 1 2 3  曾根悟（監修）. 朝日新聞出版分冊百科編集部（編集） , 编. . 週刊朝日百科. 42号 阪和線・和歌山線・桜井線・湖西線・関西空港線. 朝日新聞出版. 2010-05-16: 20–21 （日语）.
2. ↑  日本国有鉄道旅客局(1984)『鉄道・航路旅客運賃・料金算出表 昭和59年４月20日現行』。
3. ↑  『交通年鑑 昭和63年版』 交通協力會，1988年3月。
4. ↑   (PDF) (新闻稿). 西日本旅客鉄道和歌山支社. 2019-12-13  [2021-01-08]. （原始内容 (PDF)存档于2021-01-04） （日语）.
5. ↑  《和歌山縣統計年鑑》和《和歌山縣公共交通機關等資料集》

## 外部連結
- 紀伊山田｜車站資訊：JR出門網 - 西日本旅客鐵道（日語）